# Liste der Venuskrater

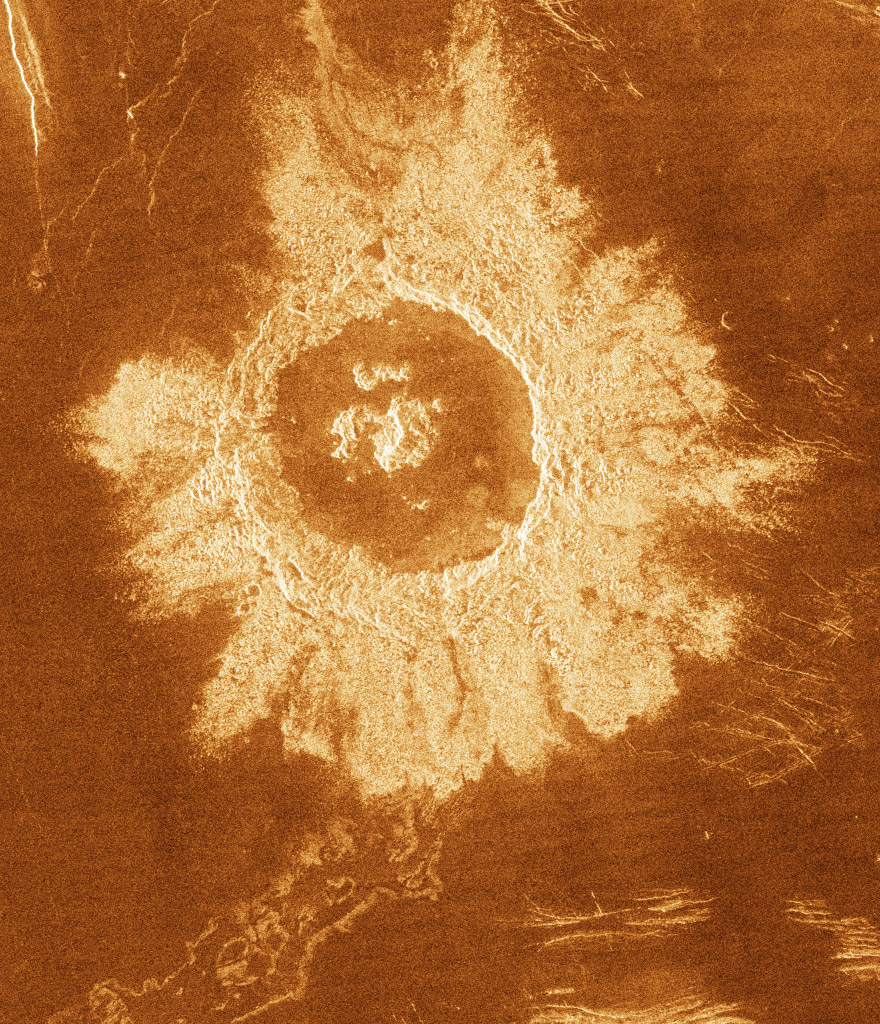
Krater Danilova

Offizielle Namen von Strukturen auf Himmelskörpern werden von der Internationalen Astronomischen Union (IAU) vergeben. Verwaltet werden die Listen vom US Geological Survey (USGS) im Gazetteer of Planetary Nomenclature (siehe Weblinks). Sie werden online aktualisiert.
Von den knapp 1000 identifizierten Einschlagkratern auf der Venus wurden bisher knapp 900 benannt, die in dieser Liste aufgeführt werden. Krater auf der Venus werden benannt nach:
- Frauen, die auf ihrem Gebiet Außergewöhnliches oder Grundlegendes geleistet haben (Kraterdurchmesser über 20 km)
- weibliche Vornamen (Kraterdurchmesser kleiner als 20 km)

Bei einigen Eponymen konnten die betreffenden Personen nicht ermittelt werden. In diesen Fällen wurde der Name nicht verlinkt. Bei den Vornamen wurde die IAU-Zuschreibung der Herkunft übernommen, unabhängig davon, ob diese zutreffend ist. 
Aufgrund des Umfangs wurde die Liste der benannten Krater auf der Venus auf Unterseiten verteilt.